# Tour de France 2011/11. Etappe
Die 11. Etappe der Tour de France 2011 am 13. Juli führte über 167,5 Kilometer von Blaye-les-Mines nach Lavaur. Auf der Etappe gab es eine Sprintwertung, außerdem jeweils eine Bergwertungen der 3. und der 4. Kategorie. Es gingen noch 177 der 198 gemeldeten Fahrer an den Start.

## Rennverlauf
Das Renntempo war anfangs bei leichtem Regen recht hoch, was erfolgreiche Fluchtversuche verhinderte. Erst nach etwa 13 Kilometern konnte sich eine Gruppe absetzen, die zum wiederholten Male von Mickaël Delage initiiert wurde. Zu ihm schlossen Rubén Pérez, Lars Boom, Andrij Hrywko, Tristan Valentin und Jimmy Engoulvent auf. Beim ersten Anstieg errang Boom die zwei Bergpunkte vor Hrywko. Nach dem Anstieg wurde der maximale Vorsprung von über vier Minuten erreicht.
Währenddessen spannten sich zwei HTC-Fahrer vor das Feld, hinter ihnen formierte sich das Team Europcar. Die Sprintwertung wurde zuerst von Delage überquert, im Feld setzte sich erneut Mark Cavendish gegen seine Konkurrenten durch. Aufgrund des Rückenwindes war das Tempo des Feldes wieder sehr hoch, wodurch auch der Vorsprung der Ausreißer wieder schrumpfte. Neben dem HTC-Team führten in der Folge auch andere Teams das Feld an. Die zweite Bergwertung des Tages gewann erneut Delage.
Nachdem es zwischenzeitlich trocken gewesen war, setzte vor dem Finale wieder starker Regen ein. Boom und Hrywko erhöhten wenige Kilometer vor dem Ziel das Tempo der Ausreißergruppe, das Feld kam aber dennoch immer näher heran. In einer letzten Attacke versuchte Boom vorn zu bleiben, wurde aber dennoch wie seine Begleiter eingeholt. Im Zielsprint konnte sich Cavendish, dessen Team den Sprint wieder anzog, gegen André Greipel und Tyler Farrar durchsetzen und eroberte so zum ersten Mal seit zwei Jahren das Grüne Trikot.

## Bergwertungen
| Côte de Tonnac Kategorie 3 nach 28,5 km auf 346 m 3,6 km bei 4,9 % |             |                     |        |
| 1.                                                                 | Niederlande | Lars Boom (RAB)     | 2 Pkt. |
| 2.                                                                 | Ukraine     | Andrij Hrywko (AST) | 1 Pkt. |

| Côte de Puylaurens Kategorie 4 nach 135,5 km auf 322 m 4,2 km bei 3,8 % |            |                      |        |
| 1.                                                                      | Frankreich | Mickaël Delage (FDJ) | 1 Pkt. |

## Punktewertung
| Zwischensprint in Gaillac nach 85 km auf 146 m |                        |                              |         |
| 1.                                             | Frankreich             | Mickaël Delage (FDJ)         | 20 Pkt. |
| 2.                                             | Frankreich             | Jimmy Engoulvent (SAU)       | 17 Pkt. |
| 3.                                             | Niederlande            | Lars Boom (RAB)              | 15 Pkt. |
| 4.                                             | Ukraine                | Andrij Hrywko (AST)          | 13 Pkt. |
| 5.                                             | Spanien                | Rubén Pérez (EUS)            | 11 Pkt. |
| 6.                                             | Frankreich             | Tristan Valentin (COF)       | 10 Pkt. |
| 7.                                             | Vereinigtes Konigreich | Mark Cavendish (THR)         | 9 Pkt.  |
| 8.                                             | Spanien                | José Joaquín Rojas (MOV)     | 8 Pkt.  |
| 9.                                             | Spanien                | Francisco José Ventoso (MOV) | 7 Pkt.  |
| 10.                                            | Deutschland            | André Greipel (OLO)          | 6 Pkt.  |
| 11.                                            | Belgien                | Philippe Gilbert (OLO)       | 5 Pkt.  |
| 12.                                            | Australien             | Matthew Goss (THR)           | 4 Pkt.  |
| 13.                                            | Australien             | Mark Renshaw (THR)           | 3 Pkt.  |
| 14.                                            | Osterreich             | Bernhard Eisel (THR)         | 2 Pkt.  |
| 15.                                            | Belgien                | Jelle Vanendert (OLO)        | 1 Pkt.  |

| Etappenziel in Lavaur nach 167,5 km auf 144 m |                        |                              |         |
| 1.                                            | Vereinigtes Konigreich | Mark Cavendish (THR)         | 45 Pkt. |
| 2.                                            | Deutschland            | André Greipel (OLO)          | 35 Pkt. |
| 3.                                            | Vereinigte Staaten     | Tyler Farrar (GRM)           | 30 Pkt. |
| 4.                                            | Russland               | Denis Galimsjanow (KAT)      | 26 Pkt. |
| 5.                                            | Norwegen               | Edvald Boasson Hagen (SKY)   | 22 Pkt. |
| 6.                                            | Frankreich             | Romain Feillu (VCD)          | 20 Pkt. |
| 7.                                            | Spanien                | José Joaquín Rojas (MOV)     | 18 Pkt. |
| 8.                                            | Frankreich             | Sébastien Turgot (EUC)       | 16 Pkt. |
| 9.                                            | Spanien                | Francisco José Ventoso (MOV) | 14 Pkt. |
| 10.                                           | Frankreich             | William Bonnet (FDJ)         | 12 Pkt. |
| 11.                                           | Frankreich             | Arnold Jeannesson (FDJ)      | 10 Pkt. |
| 12.                                           | Deutschland            | Gerald Ciolek (QST)          | 8 Pkt.  |
| 13.                                           | Frankreich             | Anthony Delaplace (SAU)      | 6 Pkt.  |
| 14.                                           | Frankreich             | Sébastien Hinault (ALM)      | 4 Pkt.  |
| 15.                                           | Belgien                | Gianni Meersman (FDJ)        | 2 Pkt.  |

## Aufgaben
- John Gadret (ALM): Nicht zur Etappe angetreten.